# 1877
| 1877                                          |
| --------------------------------------------- |
| Dødsfald - Fødsler                            |
| • Begivenheder • Litteratur • Politik • Sport |

| Gregoriansk kalender | 1877 MDCCCLXXVII        |
| Ab urbe condita      | 2630                    |
| Armensk kalender     | 1326 ԹՎ ՌՅԻԶ            |
| Kinesiske kalender   | 4573 – 4574 丙子 – 丁丑 |
| Etiopisk kalender    | 1869 – 1870             |
| Jødisk kalender      | 5637 – 5638             |
| Hindukalendere       |                         |
| - Vikram Samvat      | 1932 – 1933             |
| - Shaka Samvat       | 1799 – 1800             |
| - Kali Yuga          | 4978 – 4979             |
| Iransk kalender      | 1255 – 1256             |
| Islamisk kalender    | 1294 – 1295             |

Konge i Danmark: Christian 9. 1863-1906
Se også 1877 (tal)

## Begivenheder

### Januar
- 1. januar - Englands dronning Victoria udråbes til kejserinde af Indien
- 7. januar – Ugebladet Familie Journal udkommer for første gang.
- 10. januar - Tyskland afholder parlamentsvalg

### Marts
- 23. marts - Socialistlederen Louis Pio rejser til USA efter trusler fra politiet og bestikkelse fra danske arbejdsgivere og firmaer

### April
- 12. april - Storbritannien annekterer Transvaal
- 24. april - Rusland erklærer krig mod det Osmanniske Rige, hvilket indleder den seneste russisk-tyrkiske krig

### August
- 12. august – Asaph Hall opdager Mars-månen Deimos
- 12. august - den engelske opdagelsesrejsende Henry Morton Stanley når frem til mundingen af Congofloden
- 18. august – Asaph Hall opdager Mars-månen Phobos

### Oktober
- 10. oktober - Oberstløjtnant George Armstrong Custer får en militær begravelse

### November
- 21. november - Thomas Edison bekendtgør, at han har opfundet fonografen, der kan optage lyde
- 29. november - Thomas Edison demonstrerer sin fonograf for første gang

### December
- 6. december – Thomas Edison demonstrerer den første fonografoptagelse, idet han reciterer 'Mary Had a Little Lamb.'

## Født
- 26. januar – Kees van Dongen, hollandsk billedkunstner (død 1968)
- 13. juni – Erik Scavenius, dansk politiker (død 1962)
- 13. juni – Charles Coburn, amerikansk skuespiller (død 1961)
- 2. juli – Hermann Hesse, tyskfødt schweizisk forfatter (død 1962)
- 2. december – Tyge Jesper Rothe, dansk minister og erhvervsmand (død 1970)

## Dødsfald
- 13. september - Alexandre Herculano,  portugisisk digter og historiker (født 1810)

## Sport
- 9. juli - den første udgave af tennisturneringen Wimbledon Championships afholdes

## Musik
- 30. december – Johannes Brahms' 2. symfoni uropføres med stor succes i Wien under ledelse af Hans Richter.